# باري هيل
باري هيل (بالإنجليزية: Barry Hill)‏ هو لاعب كرة قدم أمريكية أمريكي، ولد في 26 يناير 1953 في Eglin Air Force Base ‏ في الولايات المتحدة، وتوفي في 29 ديسمبر 2010.